# Heliolonche modicella
Heliolonche modicella là một loài bướm đêm trong họ Noctuidae.